# La trappola (film 1989)
La trappola (Fallgropen) è un film del 1989 diretto da Vilgot Sjöman.